# Mina Kimes
Mina Mugil Kimes (Omaha, Nebraska; 8 de septiembre de 1985) es una periodista estadounidense que se especializa en reportajes de negocios y deportes. Ha escrito para Fortune, Bloomberg News y ESPN. Es escritora sénior en ESPN y analista en NFL Live.
Kimes nació el 8 de septiembre de 1985 en Omaha, Nebraska. Su padre sirvió en la Fuerza Aérea de los Estados Unidos como capitán. Kimes es de ascendencia coreana por parte de su madre. Kimes se mudó a Arizona con su familia durante su adolescencia. Asistió a la escuela secundaria Mesquite en Gilbert, Arizona. Se graduó summa cum laude de la Universidad Yale en 2007 con una licenciatura en inglés.
Después de la universidad, se convirtió en escritora de la revista Fortune Small Business en 2007. En 2014, ESPN le ofreció a Kimes un puesto después de que ella escribiera un ensayo sobre el vínculo que ella y su padre compartían con los Seattle Seahawks. Después de unirse a ESPN como escritora sénior, apareció en varios programas de ESPN, como Around the Horn, First Take y SportsCenter. En octubre de 2019 se convirtió en la presentadora del podcast ESPN Daily, cubriendo las noticias diarias.